# Kanton Nangis
Kanton Nangis is een kanton van het Franse departement Seine-et-Marne. Het kanton maakt deel uit van de arrondissementen Melun (35), Provins (10) en Fontainebleau (1). Het heeft een oppervlakte van 579,85 km² en telt 60 097 inwoners in 2017, dat is een dichtheid van 104 inwoners/km².

## Gemeenten
Het kanton Nangis omvatte tot 2014 de volgende 17 gemeenten:
- Bannost-Villegagnon
- Bezalles
- Boisdon
- La Chapelle-Rablais
- Châteaubleau
- La Croix-en-Brie
- Fontains
- Frétoy
- Gastins
- Jouy-le-Châtel
- Maison-Rouge
- Nangis (hoofdplaats)
- Pécy
- Rampillon
- Saint-Just-en-Brie
- Vanvillé
- Vieux-Champagne

Door de herindeling van de kantons bij decreet van 18 februari 2014, met uitwerking in maart 2015 omvat het kanton sindsdien volgende 46 gemeenten:
- Andrezel
- Argentières
- Aubepierre-Ozouer-le-Repos
- Beauvoir
- Blandy
- Bois-le-Roi
- Bombon
- Bréau
- Champdeuil
- Champeaux
- La Chapelle-Gauthier
- La Chapelle-Rablais
- Chartrettes
- Châteaubleau
- Le Châtelet-en-Brie
- Châtillon-la-Borde
- Clos-Fontaine
- Courtomer
- Crisenoy
- La Croix-en-Brie
- Échouboulains
- Les Écrennes
- Féricy
- Fontaine-le-Port
- Fontains
- Fontenailles
- Fouju
- Gastins
- Grandpuits-Bailly-Carrois
- Guignes
- Machault
- Moisenay
- Mormant
- Nangis
- Pamfou
- Quiers
- Rampillon
- Saint-Just-en-Brie
- Saint-Méry
- Saint-Ouen-en-Brie
- Sivry-Courtry
- Valence-en-Brie
- Vanvillé
- Verneuil-l'Étang
- Vieux-Champagne
- Yèbles